# 대립형질의 발현빈도
대립형질의 발현빈도는 유전체에 존재하는 특정 대립형질이 집단안에서 발현되는 비율이다. 일반적으로 퍼센트 단위로 표기된다.

## 개요
집단유전학에서 대립형질은 유전체의 특정 유전자 자리에 놓일 수 있는 둘 이상의 유전형질이다. 그레고어 멘델의 완두콩 실험에서와 같이 독립적인 유전자에 존재하는 대립형질은 독립의 법칙에 따라 우성과 열성을 보이며 유전된다. 이 경우 일반적인 대립형질의 발현 빈도는 멘델의 유전법칙 가운데 분리의 법칙에 의해 예측될 수 있다. 이와 같이 대립 형질이 일정한 비율로서 유지되는 것을 하디 와인버그 평형이라 한다. 그러나, 하디 와인버그의 평형은 돌연변이가 일어나지 않는 매우 큰 집단에서만 유효하다. 현실에서는 여러 가지 요인으로 인해 세대에서 세대를 거쳐 대립형질의 발현 빈도가 계속적으로 변화하게 된다.
대립형질의 발현빈도 변화의 원인은 유전자의 전달 과정 자체에서 나타나는 유전자 부동과 자연선택에 의한 개체수 변화에 따른 진화 압력이 있다. 이 외에도 생물 집단의 이주, 돌연변이에 의한 대립형질의 변화, 품종개량에 의한 인위적 변화 등이 있다.

## 발현빈도의 계산
두 유전자 A와 a가 조합하여 나타날 수 있는 대립형질의 발현 빈도를 각각 {\displaystyle f(AA)}와, {\displaystyle f(Aa)}, {\displaystyle f(aa)}라 하면, A 형질만을 보유하는 대립형질은 AA의 한 가지 경우의 수 밖에 없고 A와 a를 모두 갖는 경우의 수는 2이며 aa가 되는 경우의 수도 1 이므로 A 형질의 발현 빈도 p와 a 형질의 발현 빈도 q는 다음과 같이 계산된다.
A 형질의 발현빈도 = {\displaystyle p=f(\mathbf {AA} )+{\frac {1}{2}}f(\mathbf {Aa} )}
a 형질의 발현빈도 = {\displaystyle q=f(\mathbf {aa} )+{\frac {1}{2}}f(\mathbf {Aa} )}
위의 경우 유전형질은 2가지뿐이므로 p와 q의 합은 언제나 1이 된다.
{\displaystyle p+q=f(\mathbf {AA} )+f(\mathbf {aa} )+f(\mathbf {Aa} )=1}
따라서 다음과 같은 관계가 성립한다.
{\displaystyle q=1-p} and {\displaystyle p=1-q}
대립형질의 수가 3 이상이라면 발현 빈도의 계산은 특정 형질이 나타나는 경우의 수에 대한 전제 경우의 수의 비율이 되며, 모든 대립형질의 발현빈도의 합은 언제나 1이 된다.

## 예시
개체수가 10인 집단에서 A와 a의 발현을 조사하여 다음과 같은 결과를 얻었다고 가정한다.
| 개체별 유전형질 | AA | Aa | AA | aa | Aa | AA | AA | Aa | Aa | AA | 합계 |
| A의 수          | 2  | 1  | 2  | 0  | 1  | 2  | 2  | 1  | 1  | 2  | 14   |
| a의 수          | 0  | 1  | 0  | 2  | 1  | 0  | 0  | 1  | 1  | 0  | 6    |

이 때 A의 발현빈도 p와 a의 발현 빈도 q를 계산하면 다음과 같다.
{\displaystyle p=prob_{A}={\frac {2+1+2+0+1+2+2+1+1+2}{20}}=0.7}
{\displaystyle q=prob_{a}={\frac {0+1+0+2+1+0+0+1+1+0}{20}}=0.3}
따라서 위의 집단에서 A의 발현빈도는 70 %, a의 발현빈도는 30%이다. 대립형질이 두 종류 뿐이므로 p와 q의 합은 당연히 100%로 1이 된다.

## 돌연변이의 효과
집단의 재생산 과정에서 돌연변이가 일어나 일정 비율로 A형질이 a형질로 변하는 경우 돌연변이에 의한 발현빈도 변화 효과를 계산할 수 있다. ú를 A형질이 a형질로 바뀌는 돌연변이 비율이라하고, t번째 세대에서 나타나는 A형질의 발현빈도를 {\displaystyle p_{t}} a형질의 발현빈도를 {\displaystyle q_{t}}하 하면, 위의 발현빈도 계산식에서 {\displaystyle q_{t}=1-p_{t}}의 관계가 성립하므로 다음과 같은 식을 통해 돌연변이에 의한 효과를 계산할 수 있다. (간단한 계산을 위해 자연선택과 같은 다른 요인은 무시하기로 한다.)
{\displaystyle \Delta p=p_{t}-p_{t-1}=\left(p_{t-1}-{\acute {u}}p_{t-1}\right)-p_{t-1}=-{\acute {u}}p_{t-1}}
위의 식에서 {\displaystyle p_{t-1}}가 다음 세대 대립형질의 발현빈도를 계산하는 기초 빈도가 된다. 이 예에서 우리는 일정 비율로 A형질이 감소해 갈것이라 예측할 수 있으며, 반대로 a형질은 계속 증가하여 n 번째 세대가 될 때 a형질 만이 이 집단의 대표 형질로 남게 될 것이라 예측할 수 있다. 이를 수식으로 표현하면 다음과 같다.
{\displaystyle p_{n}=p_{0}e^{-n{\acute {u}}}}

## 같이 보기
- 단일염기 다형성